# Ranotsara Nord
Ranotsara Nord is een plaats en gemeente in Madagaskar in het district Iakora, gelegen in de regio Ihorombe. Een volkstelling in 2001 telde het inwonersaantal op 13.585 inwoners.
De plaats biedt enkel lager onderwijs en beperkt middelbaar onderwijs aan, ook heeft de plaats een binnenhaven. 95% van de bevolking werkt als landbouwer en 1% heeft een baan in de dienstensector. Het belangrijkste landbouwproduct is rijst, andere belangrijke producten zijn pinda's en bonen.